# Melkus RS 1000

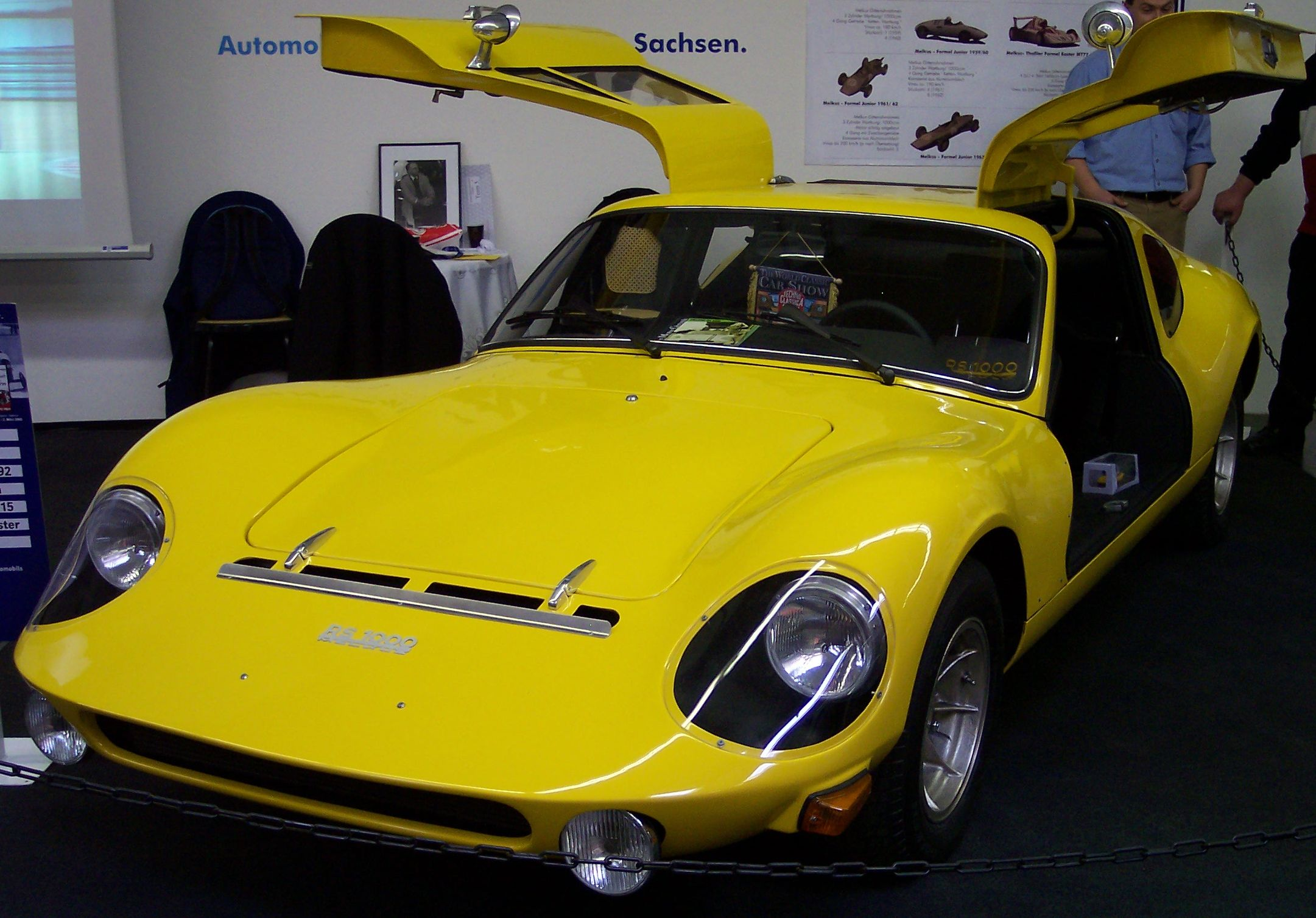
RS 1000 mit geöffneten Flügeltüren

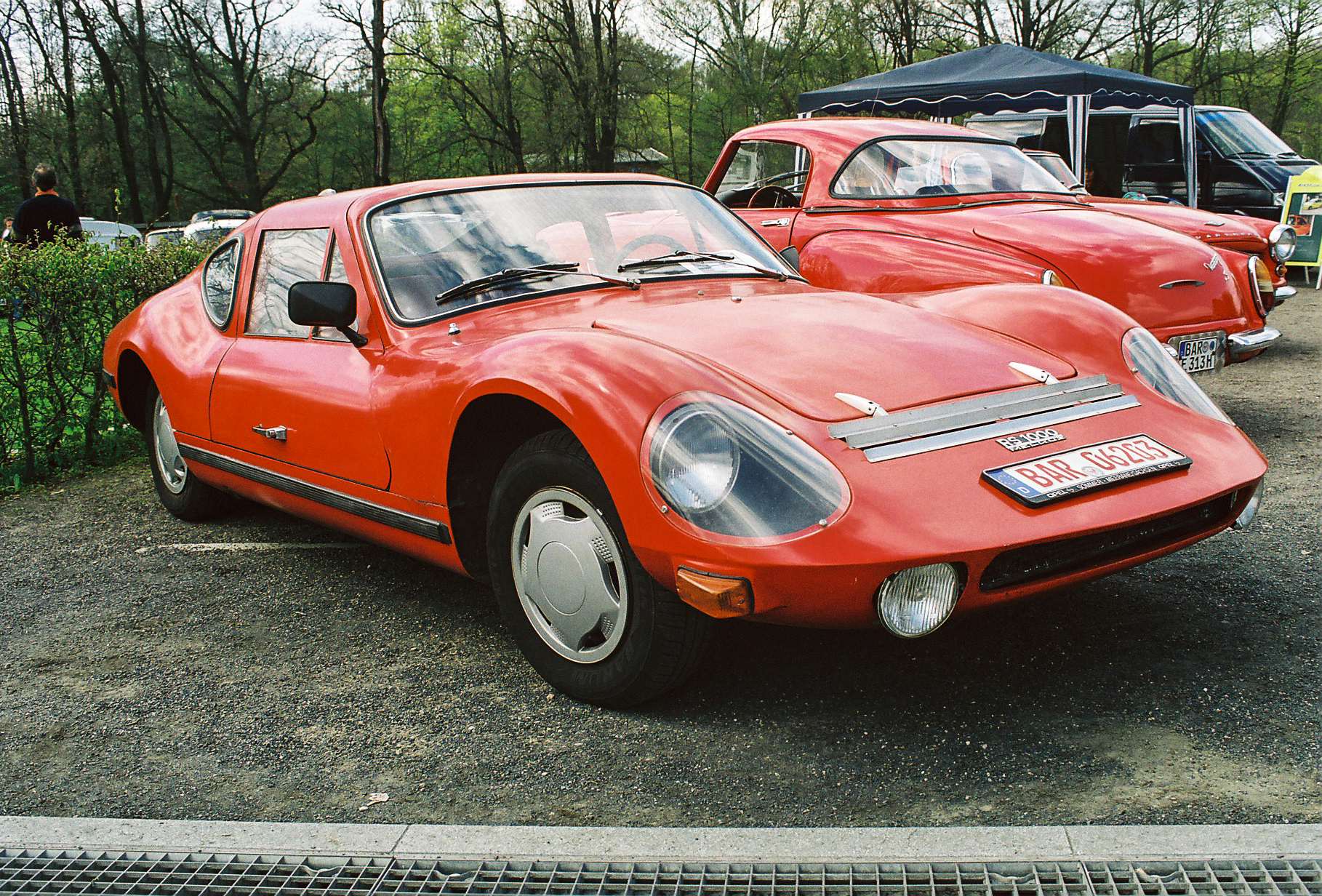
Melkus RS 1000

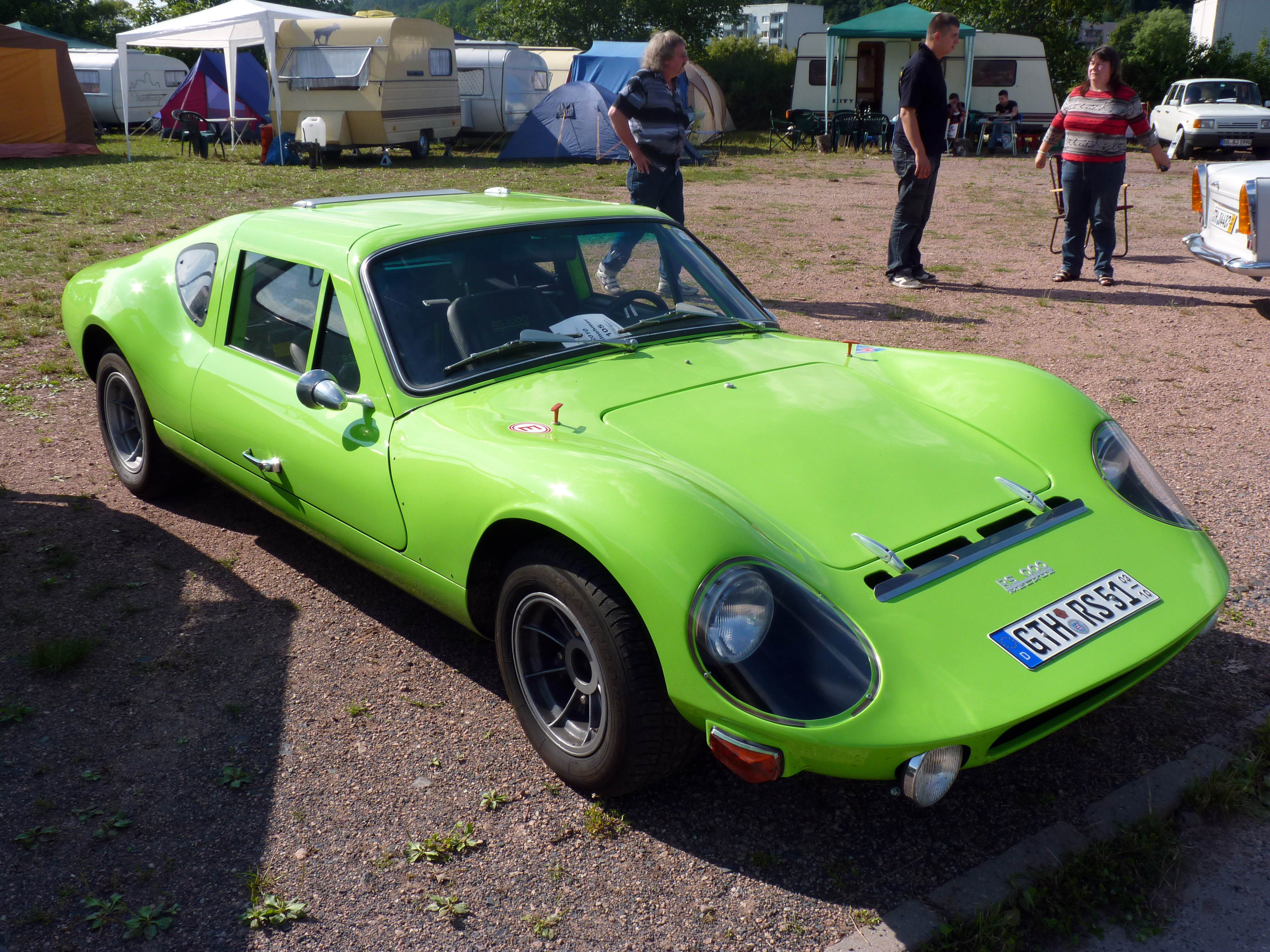
Melkus RS 1000

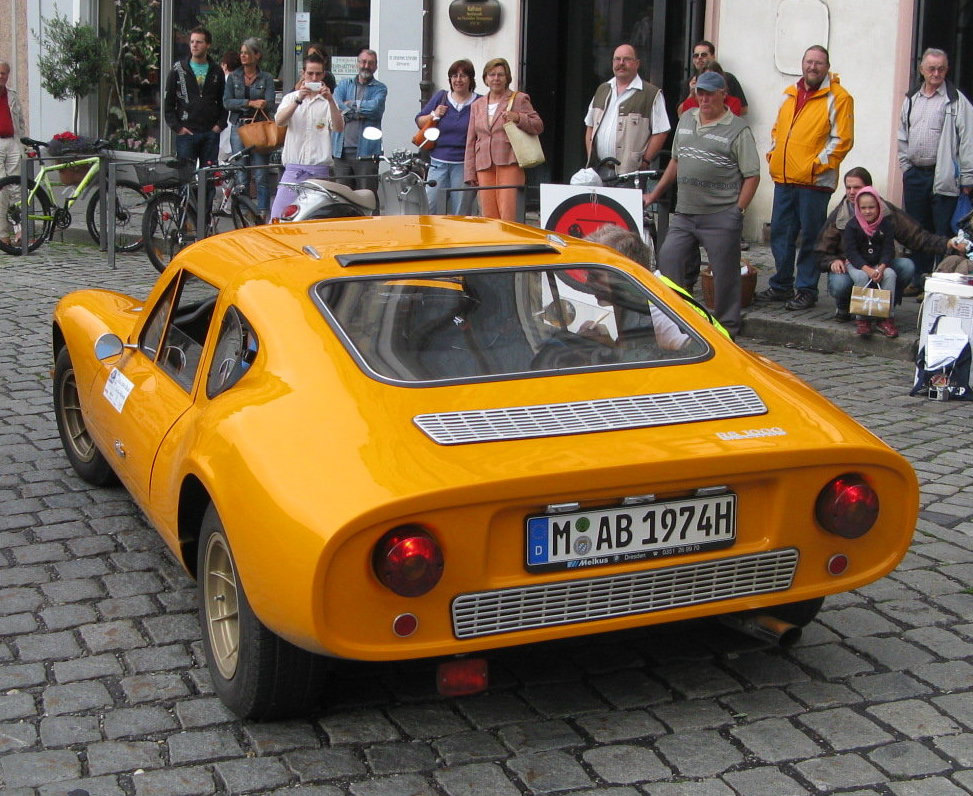
Heck des Wagens

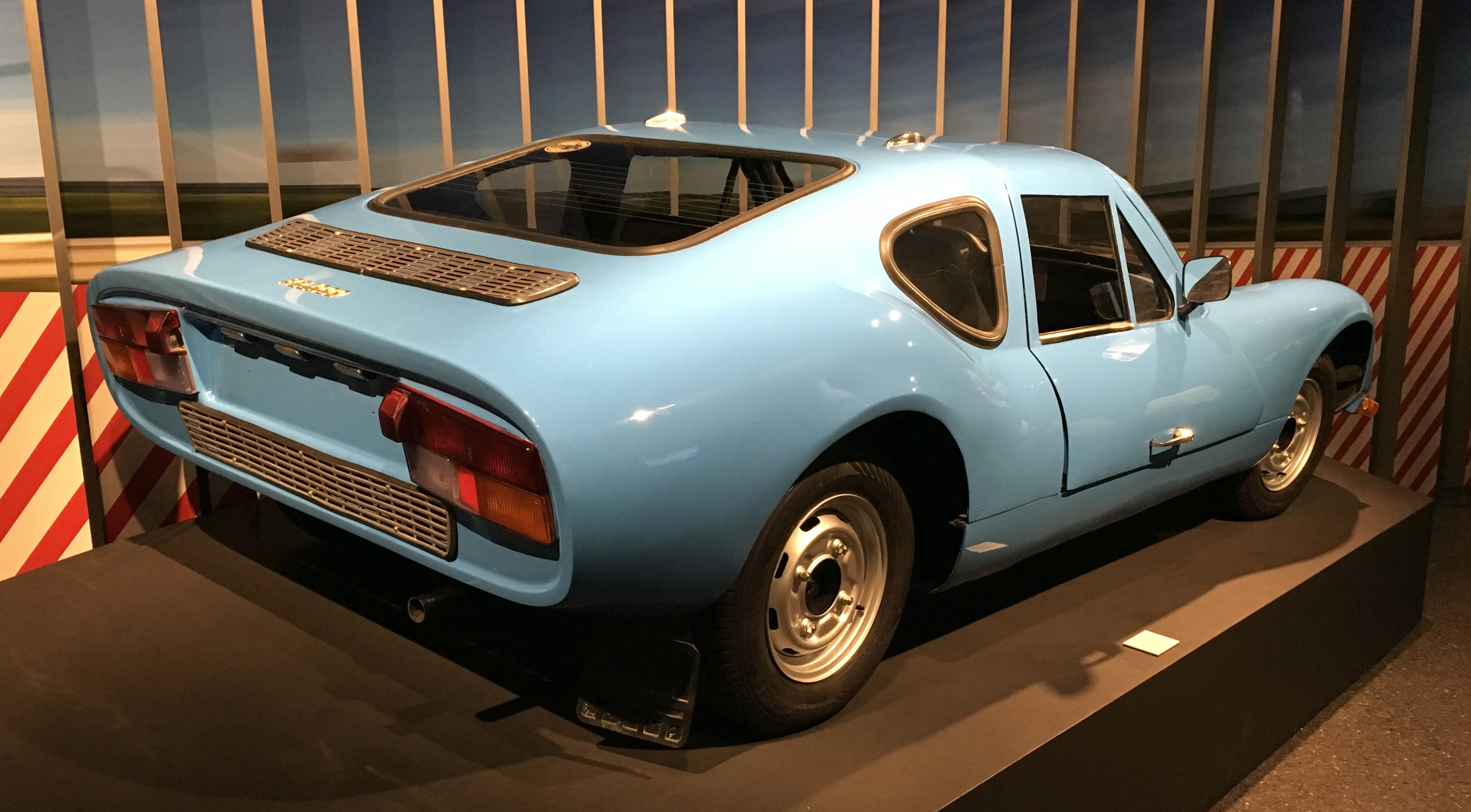
Melkus RS 1000 mit Rückleuchten des Škoda 742 im Haus der Geschichte, Bonn

Der Melkus RS 1000 ist ein Sportwagen auf der Basis des Wartburg 353, der unter Leitung des Dresdner Rennfahrers Heinz Melkus als zweisitziges Sportcoupé entwickelt wurde. Von 1969 bis 1979 wurden 101 Exemplare gebaut. Das „RS“ im Namen steht für „Rennsportwagen“.

## Geschichte
Die Idee des Melkus RS 1000 geht auf den Lotus Elan zurück, den Heinz Melkus bei einer Rennveranstaltung 1963 im 22. Wiener Gemeindebezirk beobachtete. Er fasste den Entschluss, einen ähnlichen Sportwagen in der DDR zu bauen. Um von der politischen Führung die Erlaubnis zum Bau eines Sportwagens zu erhalten, stellte die Kommission Automobilrennsport des Motorsportverbandes ADMV im November 1968 bei der Zentralen Sportkommission einen Antrag zum Bau eines komplett in der DDR gebauten Sportwagens „zu Ehren des 20. Jahrestages der Gründung der DDR“. Dazu wurde eine Arbeitsgemeinschaft aus Vertretern des ADMV, Ingenieuren der Technischen Universität Dresden, der Verkehrshochschule Dresden sowie Technikern des Automobilwerks Eisenach und Designern der Kunsthochschule Berlin-Weißensee gegründet. Beteiligt war weiterhin die Heinz Melkus KG, die bis dahin bereits insgesamt 80 Rennwagen gebaut hatte.
Bis April 1969 sollten drei Prototypen gebaut werden, denen bis Oktober 1969 vier weitere Fahrzeuge folgen sollten. Der erste Prototyp entstand tatsächlich 1969. Insgesamt waren 25 Serienfahrzeuge geplant. Ein erstes Gipsmodell im Maßstab 1 : 5 entstand 1968. Melkus sagte später, er habe einen Sportwagen ähnlich dem Ford GT 40 herstellen wollen, mit den Möglichkeiten, die es in der DDR gab.
Zu Beginn der Produktion gab es feste Kontingente für Bauteile des Automobilwerkes Eisenach, später mussten die Einzelteile von Automobilwerkstätten zusammengekauft werden, darüber hinaus wurde beim Zusammenbau improvisiert, sodass sich die Fahrzeuge im Detail teilweise voneinander unterscheiden. Bei einigen Exemplaren sollen sogar Badewannenstöpselketten als Motorhaubenhalter eingebaut worden sein. Außer der Straßenversion entstand auch eine leistungsgesteigerte Rennversion des Fahrzeugs.
Der Neupreis des RS 1000 betrug laut KFT 28.000 Mark, wobei die Wartezeit im Jahr 1972 etwa 1,5 Jahre betragen haben soll. Um in der DDR einen RS 1000 regulär erwerben zu können, wurde außerdem ein „Nachweis einer rennsportartigen Tätigkeit“ benötigt; einen solchen Nachweis stellte der ADMV jedoch nur im Ausnahmefall aus. Auch wurden Beziehungen zum Erwerb des Wagens genutzt, sodass einige Fahrzeuge zur Elite der DDR-Bevölkerung gelangten.
Einige Fahrzeuge wurden auf besonderen Kundenwunsch nicht mit dem Wartburgmotor AWE 353 ausgestattet. Stattdessen wurden Motoren des WAS-2103, Moskwitsch-412 und in einem Fall der BMW M10 in der 2-Liter-Ausführung eingebaut. Schon seit Ende der 1980er-Jahre gilt der RS 1000 als Sammlerstück, außerhalb der DDR war der RS 1000 jedoch unbekannt. Nach Westdeutschland wurde vermutlich nur ein Fahrzeug exportiert. Obwohl der Wagen ein Straßenfahrzeug ist, kann er zu einem Rennwagen der Gruppe 4 nach FIA-Regelwerk umgebaut werden. Der Melkus RS 1000 ist ein kompletter DDR-Eigenbau. Sepp Melkus hatte es sich zur Aufgabe gemacht, die Ideen seines Vaters fortzuführen.
Am 29. September 2006 schrieb die Märkische Oderzeitung, dass Melkus 15 RS 1000 rekonstruieren werde. Der Nachfolger des RS 1000, der RS 2000, wurde ab 2006 entwickelt und ab 2009 in Serie hergestellt. Im Frühjahr 2013 wurde das Unternehmen insolvent.

## Technische Beschreibung
Der RS 1000 ist ein auf einem modifizierten Rohrrahmen des Wartburg 353 aufgebauter Mittelmotor-Sportwagen mit Kunststoffkarosserie und Flügeltüren. Für den Bau wurden Fahrwerk, Motor, Windschutzscheibe und Räder unter anderem aus der Serienfertigung des Wartburg 353 übernommen, die Türscharniere stammen vom Škoda 1000 MB. Die Radführung ist die gleiche wie die des Wartburg 353. Zwischen den Hinterrädern wirkt am RS 1000 zusätzlich ein Querstabilisator, außerdem hat er kürzere Schraubenfedern mit Gummizusatzfedern. Auf Stahlfelgen sind Radialreifen der Dimension 6,5–13 in aufgezogen, im Renneinsatz wurde mit breiteren Leichtmetallfelgen gefahren. Der RS 1000 hat ein Zweikreisbremssystem (TT-Aufteilung) mit rundum Trommelbremsen (für den Renneinsatz Magnesiumlegierung mit Stahlbremsring); später gab es an der Vorderachse auf Wunsch Scheibenbremsen des Polski Fiat 125p.
Der Motor ist der flüssigkeitsgekühlte Zweitaktottomotor des Wartburg mit drei Zylindern in Reihe und 992 cm3 Hubraum, dessen Leistung durch ein geändertes Ansaug- und Auspuffsystem sowie geänderte Vergasereinstellung von 37 kW (50 PS) auf 51 kW (70 PS) bei 4750 min−1 erhöht wurde. Das Gemisch wird von drei Motorrad-Schiebervergasern gebildet. Ab 1972 wurde die Zylinderbohrung um 4,5 mm vergrößert, wodurch der Hubraum auf 1119 cm3 anstieg; die Leistung blieb unverändert, aber das maximale Drehmoment erhöhte sich dadurch von 118 auf 128 N·m. Für den Renneinsatz wurde der Motor mit einer anderen Abgasanlage und anderen Vergasern versehen, was die Leistung auf ca. 66 bis 74 kW (90 bis 100 PS) erhöhte. Auch die Normalausführung konnte durch Demontage der Luftfilteranlage und Ersatz des Schalldämpfers durch ein mitgeliefertes Durchgangsrohr mit wenigen Handgriffen auf 85 PS gebracht werden, wobei sich die Geräuschentwicklung erheblich vergrößerte. Vom Motor wird das Drehmoment über ein synchronisiertes Fünfganggetriebe auf die Hinterachse übertragen; das Getriebe wurde aus zwei Wartburggetrieben zusammengebaut. Davon abgesehen entsprach der Aufbau des Hinterradantriebs, mit Ausnahme der entfallenen radseitigen Gleichlaufgelenken, dem Frontantrieb im Wartburg.
Die strömungsgünstige Karosserie lieferte Robur aus Zittau zu. Während der Entwicklung wurden mit der Karosserie im Windkanal der TU Dresden Umströmungsversuche unternommen. Der Luftwiderstandsbeiwert beträgt ohne Unterbodenverkleidung {\displaystyle c_{\mathrm {w} }=0{,}36}. Das Karosserieheck hinter der Fahrgastzelle kann hochgeklappt werden, sodass der Motor zugänglich wird. In die Türschweller sind zwei Kraftstofftanks mit insgesamt etwa 60 l Volumen eingebaut. Vorderteil und Heck der Karosserie sind aus glasfaserverstärktem Polyester, Türen und Dach wurden aus Leichtmetall hergestellt; Das Fahrzeug wiegt 850 kg in der Straßenversion, 200 kg dürfen zugeladen werden. Der Melkus RS 1000 hat einen kleinen Kofferraum (Volumen 48 dm3). Der Motor ist sehr laut und die Geräuschdämmung unzureichend. Das Reserverad ist über dem Motor verstaut.
Unter der vorderen Klappe im Wagenbug sind ein Wabenflachkühler, Heizung und Gebläse, Fahrzeugbatterie und Elektrik und ein kleiner Stauraum untergebracht. Die Ausstattung des Innenraums beschränkt sich auf speziell für den RS 1000 entwickelte Schalensitze, ein Dreispeichen-Holzlenkrad, Rundinstrumente und einen kurzen Schaltknüppel.

## Technische Daten
| Modellvariante                 | RS 1000 Straßenversion                                                                                          | RS 1000 Rennversion                                                                                             |
| ------------------------------ | --- | --- |
| Motor                          | Dreizylinder-Zweitakt-Ottomotor, Type AWE 353, längs vor der Hinterachse eingebaut                              | Dreizylinder-Zweitakt-Ottomotor, Type AWE 353, längs vor der Hinterachse eingebaut                              |
| Gemischbildung                 | 3 × Schiebervergaser mit Zentralschwimmer BVF 28 N1/3                                                           | Rennvergaser BVF M6/36 oder Jikov 36                                                                            |
| Bohrung × Hub                  | bis 1971: 73,5 × 78 mm ab 1972: 78 × 78 mm                                                                      | 78 × 78 mm |
| Hubraum                        | bis 1971: 992 cm³ ab 1972: 1119 cm³                                                                             | 1119 cm³ |
| Verdichtungsverhältnis         | 8,3 : 1 | 9,5 : 1 |
| Nennleistung                   | bis 1971: 70 PS (51,5 kW) bei 4750/min ab 1972: 70 PS (51,5 kW) bei 4500/min                                    | 90 PS (66,2 kW) bei 6000/min                                                                                    |
| max. Drehmoment                | bis 1971: 12 kpm (117,7 Nm) bei 3500/min ab 1972: 13 kpm (127,5 Nm) bei 3500/min                                | 13 kpm (127,5 Nm) bei 3500/min                                                                                  |
| Kraftstoff                     | Zweitaktgemisch im Verhältnis 1 : 33                                                                            | ? |
| Kühlung                        | Flüssigkeitskühlung                                                                                             | Flüssigkeitskühlung                                                                                             |
| Getriebe                       | Fünfganggetriebe                                                                                                | Fünfganggetriebe                                                                                                |
| Leermasse                      | 850 kg (Tuček) bzw. 690 kg (Kittler)                                                                            | 680–780 kg |
| zulässige Gesamtmasse          | 1050 kg | ? |
| Achslastverteilung vorn/hinten | 45 : 55 | 45 : 55 |
| Maße (L × B × H)               | 4000 × 1700 × 1070 mm                                                                                           | 4000 × 1700 × 1070 mm                                                                                           |
| Radstand                       | 2450 mm | 2450 mm |
| Spurweite vorn/hinten          | 1340 mm / 1380 mm                                                                                               | 1340 mm / 1380 mm                                                                                               |
| Höchstgeschwindigkeit          | 160 km/h (Tuček), 158 km/h (Kittler)                                                                            | rund 200 km/h (Behling), mindestens 170 km/h (Kittler)                                                          |
| Beschleunigung 0–100 km/h      | 13,4 s | ? |
| Kraftstoffverbrauch            | 10–12 l/100 km                                                                                                  | ? |
| Luftwiderstandsbeiwert         | 0,29 (am Modell im Maßstab 1:5), 0,36 (Originalgröße, gemessen an einem Prototyp ohne Fahrzeugbodenverkleidung) | 0,29 (am Modell im Maßstab 1:5), 0,36 (Originalgröße, gemessen an einem Prototyp ohne Fahrzeugbodenverkleidung) |
| Bremsen                        | Trommelbremsen vorn und hinten, auf Wunsch Scheibenbremsen vorn                                                 | Trommelbremsen vorn und hinten, auf Wunsch Scheibenbremsen vorn                                                 |

## Fahreigenschaften
Im Fahrbericht der KFT wurden die eigenentwickelten Schalensitze mit Höhen- und Längsverstellung sowie verstellbarer Lehne gelobt. Der Motorlauf war relativ rau und der Drehschwingungsdämpfer wurde überbeansprucht. Aufgrund der drehzahlempfindlichen Kurbelwelle, die Dauerbelastungen über 6000/min nicht standhält, waren einer rennsportlichen Charakteristik Grenzen gesetzt. Stattdessen hatte der RS 1000 eine recht gute Leistungsentfaltung bei eher niedrigen Drehzahlen.  Als Höchstgeschwindigkeit wurden mit noch nicht eingefahrenem Motor 158 km/h (Normalausführung) und 170 km/h (mit demontiertem Luftfilter und Schalldämpfer) gemessen. Ein sicheres Fahrverhalten ergab sich auch bei diesem Tempo, wobei sich Bremsfading beim Abbremsen bemerkbar machte. In der schnelleren Ausführung lag der Kraftstoffverbrauch mit 6,2 l/100 km bei 104 km/h und 12 l/100 km bei 150 km/h relativ günstig, Anteil daran hatte neben der strömungsgünstigen Karosserie die Dreivergaseranlage, die eine zielgenauere Gemischzusammensetzung ermöglichte.

## Sonstiges
Nachdem 1971 Spider von Skoda und Metalex auf den Rennstrecken der DDR dem RS 1000 starke Konkurrenz boten, baute Heinz Melkus in seinen Wagen und in den RS von Peter Städtler jeweils zwei Wartburg-Motoren ein. Die Kräfte wirkten über ein schräg verzahntes Zwischengetriebe auf das gemeinsame Wartburg-Hauptgetriebe; für einen der beiden Motoren gab es einen Freilauf, da es schwierig war, die Leistung gleichmäßig zu übertragen. Problematisch war vor allem die Abstimmung der sechs Vergaser, so dass die Lösung mit zwei Motoren nicht weiterverfolgt wurde.
1974 baute Melkus versuchshalber einen RS 1000 mit einem 1,3-Liter-Lada-Motor, sah aber von einer Serienfertigung ab. Denn für diesen Motor hätte die Karosserie geändert werden müssen, weil nach den Vorschriften der DDR die Scheinwerfer in Verbindung mit dem Motor von mehr als einen Liter Hubraum zu tief lagen. Der Lada-Motor war ein Vierzylinder mit kettengetriebener obenliegender Nockenwelle, Leistung 130 PS. Mit diesem Motor sollen bis zu 250 km/h zu erreichen gewesen sein.